# Campionato svedese femminile di pallanuoto
Il campionato svedese femminile di pallanuoto è l'insieme dei tornei pallanuotistici femminili nazionali per club della Svezia. È organizzato dalla Svenska simförbundet, la federazione svedese di nuoto.
La prima edizione risale al 1984. La squadra più titolata è lo Järfälla, laureatosi campione nazionale per sedici volte.

## Albo d'oro
- 1984:  LUGI Lund
- 1985:  LUGI Lund
- 1986:  LUGI Lund
- 1987:  LUGI Lund
- 1988:  LUGI Lund
- 1989:  LUGI Lund
- 1990:  SK S02
- 1991:  SK S02
- 1992:  SK S02
- 1993:  SK S02
- 1994:  SK S02
- 1995:  SK S02
- 1996:  Stockholmspolisens IF
- 1997:  Stockholmspolisens IF
- 1998:  Stockholmspolisens IF
- 1999:  Stockholmspolisens IF
- 2000:  SK Neptun
- 2001:  SK Neptun
- 2002:  SK Neptun
- 2003:  SK Neptun
- 2004:  Järfälla Simsällskap

- 2005:  Järfälla Simsällskap
- 2006:  Järfälla Simsällskap
- 2007:  Linköpings ASS
- 2008:  Linköpings ASS
- 2009:  Linköpings ASS
- 2010:  Järfälla Simsällskap
- 2011:  Järfälla Simsällskap
- 2012:  Järfälla Simsällskap
- 2013:  Järfälla Simsällskap
- 2014:  Järfälla Simsällskap
- 2015:  SK Neptun
- 2016:  Järfälla Simsällskap
- 2017:  SK Neptun
- 2018:  Järfälla Simsällskap
- 2019:  Järfälla Simsällskap
- 2020:  Järfälla Simsällskap
- 2021:  Järfälla Simsällskap
- 2022:  Järfälla Simsällskap
- 2023:  Järfälla Simsällskap
- 2024:  Järfälla Simsällskap

## Vittorie per squadra
| Pos. | Squadra               | Vittorie |
| ---- | --------------------- | -------- |
| 1    | Järfälla Simsällskap  | 16       |
| 2    | SK Neptun             | 6        |
| 2    | SK S02                | 6        |
| 2    | LUGI Lund             | 6        |
| 5    | Stockholmspolisens IF | 4        |
| 6    | Linköpings ASS        | 3        |